# Tornos scolopacinaria
Tornos scolopacinaria là một loài bướm đêm trong họ Geometridae.